# Frits Landesbergen
Frits Landesbergen (Voorschoten, 18 januari 1961) is een Nederlands vibrafonist, slagwerker en arrangeur.
In 1985 studeerde hij cum laude af aan het Sweelinck Conservatorium in Amsterdam.
Behalve met zijn eigen combo, Frits Landesbergen & Friends, heeft hij opgetreden met vele bekende jazz-artiesten als Madeline Bell, het Rosenberg Trio, Louis van Dijk, Cor Bakker (musicus), Georgie Fame, Milt Jackson, Toots Thielemans, Eddie Daniels, Thijs van Leer, Scott Hamilton, Joe Pass, Buddy de Franco, zijn levenspartner Joke Bruijs en Monty Alexander. Tevens was hij gedurende een korte periode slagwerker van de Hoornse Bigband, waar zijn vader (Frits Landesbergen sr.) de gitaar bespeelde.
Onder de prijzen die hij gewonnen heeft zijn de Wessel Ilckenprijs en de Pall Mall Swing Award.
Sinds het najaar van 2021 is Landesbergen slagwerker bij de Dutch Swing College Band.
- Gemeinsame Normdatei: 134575857
- International Standard Name Identifier: 0000 0001 1679 1052
- Library of Congress Control Number: no2001045709
- MusicBrainz: d343d795-8986-4be0-85c0-c788f16bdfe1
- Virtual International Authority File: 267677387
- WorldCat: E39PBJwX7Xpx8wDvbTy8GywjYP